# Regeringen Poul Nyrup Rasmussen IV
Regeringen Poul Nyrup Rasmussen IV var Danmarks regering 23 mars 1998 - 27 november 2001. Ändringar av ministersammansättningen gjordes 1 juli 1999, 10 juli 1999, 27 september 1999, 23 februari 2000 och 21 december 2001.
Regeringen Poul Nyrup Rasmussen IV var en koalitionsregering mellan Socialdemokraterne och Radikale Venstre.
| Ämbete                                          | Minister | Minister                | Tillträdde        | Avgick            | Parti             |
| ----------------------------------------------- | -------- | ----------------------- | ----------------- | ----------------- | ----------------- |
| Statsminister                                   |          | Poul Nyrup Rasmussen    | 25 januari 1993   | 27 november 2001  | Socialdemokratiet |
| Ekonomiminister Minister för nordiskt samarbete |          | Marianne Jelved         | 25 januari 1993   | 27 november 2001  | Radikale Venstre  |
| Finansminister                                  |          | Mogens Lykketoft        | 25 januari 1993   | 21 december 2000  | Socialdemokratiet |
| Finansminister                                  |          | Pia Gjellerup           | 21 december 2000  | 27 november 2001  | Socialdemokratiet |
| Utrikesminister                                 |          | Niels Helveg Petersen   | 25 januari 1993   | 21 december 2000  | Radikale Venstre  |
| Utrikesminister                                 |          | Mogens Lykketoft        | 21 december 2000  | 27 november 2001  | Socialdemokratiet |
| Miljöminister & Energiminister                  |          | Svend Auken             | 25 januari 1993   | 27 november 2001  | Socialdemokratiet |
| Biståndsminister                                |          | Poul Nielson            | 27 september 1994 | 10 juli 1999      | Socialdemokratiet |
| Biståndsminister                                |          | Jan Trøjborg            | 10 juli 1999      | 21 december 2000  | Socialdemokratiet |
| Biståndsminister                                |          | Anita Bay Bundegaard    | 21 december 2000  | 27 november 2001  | Radikale Venstre  |
| Undervisningsminister                           |          | Margrethe Vestager      | 23 mars 1998      | 27 november 2001  | Radikale Venstre  |
| Inrikesminister                                 |          | Thorkild Simonsen       | 20 oktober 1997   | 23 februari 2000  | Socialdemokratiet |
| Inrikesminister                                 |          | Karen Jespersen         | 23 februari 2000  | 27 november 2001  | Socialdemokratiet |
| Stads- & Bostadsminister                        |          | Jytte Andersen          | 23 mars 1998      | 27 september 1999 | Socialdemokratiet |
| Jämställdhetsminister                           |          | Jytte Andersen          | 1 juli 1999       | 27 september 1999 | Socialdemokratiet |
| Bostadsminister & Jämställdhetsminister         |          | Jytte Andersen          | 27 september 1999 | 21 december 2000  | Socialdemokratiet |
| Bostadsminister & Jämställdhetsminister         |          | Lotte Bundsgaard        | 21 december 2000  | 27 november 2001  | Socialdemokratiet |
| Försvarsminister                                |          | Hans Hækkerup           | 25 januari 1993   | 21 december 2000  | Socialdemokratiet |
| Försvarsminister                                |          | Jan Trøjborg            | 21 december 2000  | 27 november 2001  | Socialdemokratiet |
| Forskningsminister                              |          | Jan Trøjborg            | 23 mars 1998      | 10 juli 1999      | Socialdemokratiet |
| Forskningsminister                              |          | Birte Weiss             | 10 juli 1999      | 27 november 2001  | Socialdemokratiet |
| Socialminister                                  |          | Karen Jespersen         | 27 september 1994 | 23 februari 2000  | Socialdemokratiet |
| Socialminister                                  |          | Henrik Dam Kristensen   | 23 februari 2000  | 27 november 2001  | Socialdemokratiet |
| Justitieminister                                |          | Frank Jensen            | 30 december 1996  | 27 november 2001  | Socialdemokratiet |
| Jordbruksminister                               |          | Henrik Dam Kristensen   | 30 december 1996  | 23 februari 2000  | Socialdemokratiet |
| Jordbruksminister                               |          | Ritt Bjerregaard        | 23 februari 2000  | 27 november 2001  | Socialdemokratiet |
| Hälsominister                                   |          | Carsten Koch            | 23 mars 1998      | 23 februari 2000  | Socialdemokratiet |
| Hälsominister                                   |          | Sonja Mikkelsen         | 23 februari 2000  | 21 december 2000  | Socialdemokratiet |
| Hälsominister                                   |          | Arne Rolighed           | 21 december 2000  | 27 november 2001  | Socialdemokratiet |
| Skatteminister                                  |          | Ole Stavad              | 23 mars 1998      | 21 december 2000  | Socialdemokratiet |
| Skatteminister                                  |          | Frode Sørensen          | 21 december 2000  | 27 november 2001  | Socialdemokratiet |
| Näringsminister                                 |          | Pia Gjellerup           | 23 mars 1998      | 21 december 2000  | Socialdemokratiet |
| Näringsminister                                 |          | Ole Stavad              | 21 december 2000  | 27 november 2001  | Socialdemokratiet |
| Transportminister                               |          | Sonja Mikkelsen         | 23 mars 1998      | 23 februari 2000  | Socialdemokratiet |
| Transportminister                               |          | Jacob Buksti            | 23 februari 2000  | 27 november 2001  | Socialdemokratiet |
| Kulturminister                                  |          | Elsebeth Gerner Nielsen | 23 mars 1998      | 27 november 2001  | Radikale Venstre  |
| Arbetsminister                                  |          | Ove Hygum               | 23 mars 1998      | 27 november 2001  | Socialdemokratiet |
| Kyrkominister                                   |          | Margrethe Vestager      | 23 mars 1998      | 21 december 2000  | Radikale Venstre  |
| Kyrkominister                                   |          | Johannes Lebech         | 21 december 2000  | 27 november 2001  | Radikale Venstre  |